# Koryzna (herb szlachecki)
Koryzna – polski herb szlachecki, używany przez rodziny mieszkające na Litwie i Galicji

## Opis herbu
Opis zgodnie z klasycznymi regułami blazonowania:
W polu czerwonym krzyż łaciński na opak, srebrny, którego najdłuższe ramie przeszyte takąż strzałą w prawo. W klejnocie nad hełmem w koronie trzy pióra strusie. Labry czerwone podbite srebrem.
Opis według Słownika heraldycznego:

Krzyż przewrócony do góry, przez niego strzała ostrzem w prawo, nad hełmem trzy pióra strusie.

## Najwcześniejsze wzmianki
28 lipca 1654 r. w Wilnie ślub z Krystyną z Gdowskich bierze Koryzna Stefan.

## Herbowni
Jedna rodzina herbownych (herb własny):
Koryzna (Korys, Koryzno, Koryzyna).